# Georg Auer
Georg Auer (* 4. August 1922 in Wien; † 22. Oktober 2004 ebenda) war ein österreichischer Journalist.

## Leben

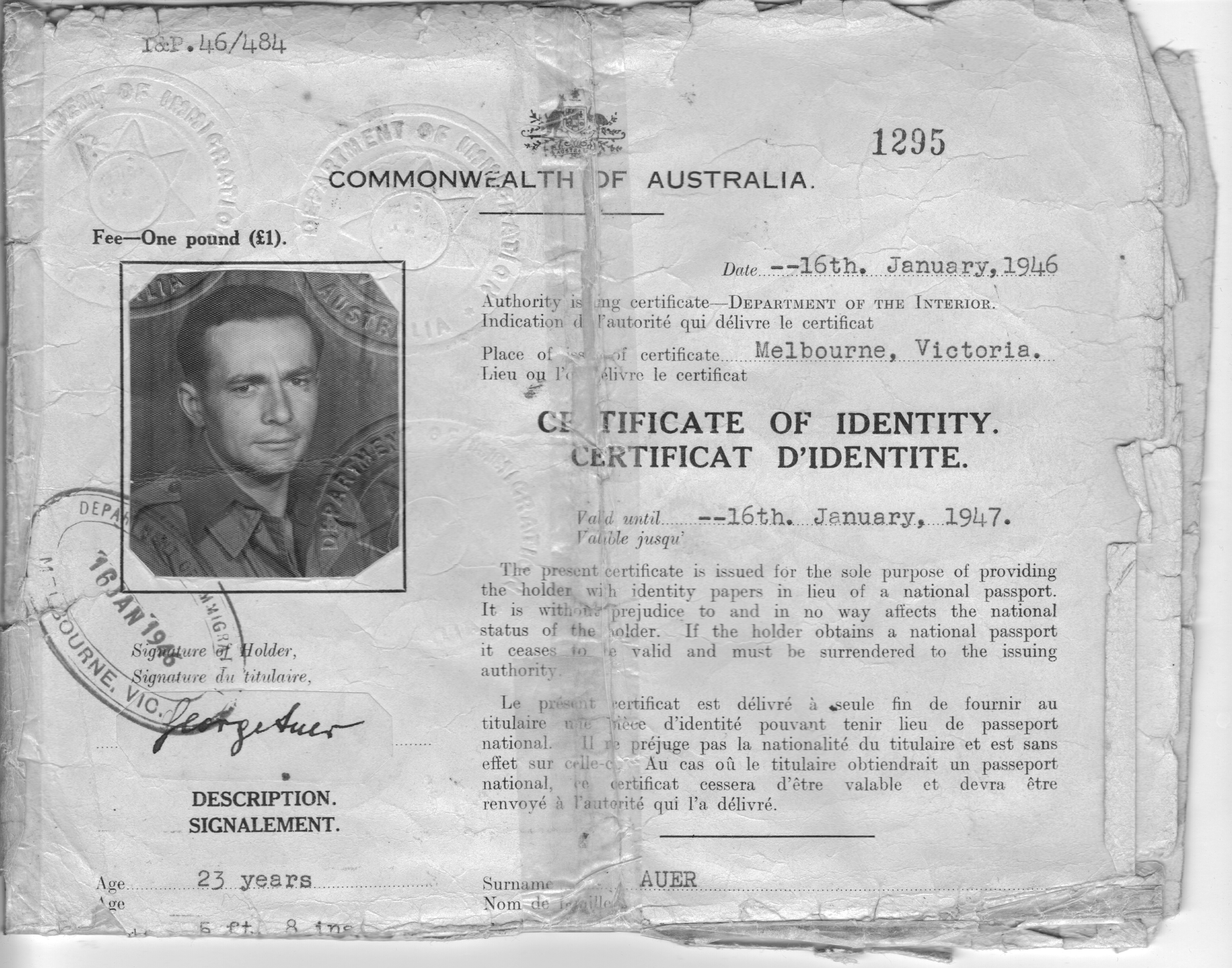
Georg Auers Reisedokument für die Heimreise von Australien 1946

Georg Auer wuchs als Sohn von Robert und Erna (geb. Rubinova) Auer in Wien auf. Wegen seiner jüdischen Abstammung musste er März 1938 das Gymnasium verlassen, begann eine Glaserlehre und konnte zusammen mit seinem Cousin Emil im Dezember 1938 mit einem von den englischen Quäkern organisierten Kindertransport Österreich verlassen. Beide wurden in England von Gastfamilien aufgenommen und Georg arbeitete als Tischler, Anstreicher und Sargmacher. Beide wurden Frühjahr 1940 als „feindliche Ausländer“ interniert, und Sommer 1940 mit dem Schiff Dunera nach Australien verbracht und verblieben zwei Jahre im Internierungslager. Den Rest der Kriegszeit verbrachte Georg Auer dann als Soldat in der australischen Armee. 
Seine Eltern konnten, nachdem sie 1941 unter Schwierigkeiten die Einreisepapiere für die USA erhalten und auch schon Schiffskarten für die Flucht gekauft hatten, nicht mehr aus Österreich ausreisen, sondern wurden am 13. August 1942 nach Theresienstadt deportiert und am 26. September ins Vernichtungslager Treblinka überstellt und dort ermordet.
Sie hatten nach dem „Anschluss“ Österreichs durch „Arisierung“ zum 10. Dezember 1938, wie aus Meldedaten hervorgeht, ihre Wohnung verloren, mussten bis zu ihrer Deportation viermal die Wohnung wechseln und lebten zuletzt ein Jahr in einer Sammelunterkunft. Sie hielten bis zu ihrer Deportation Briefkontakt mit Georg und Emil und hinterließen in Wien einen Abschiedsbrief vom 5. August 1942. Am 12. September 2014 wurde ihnen ein Stein der Erinnerung in Wien-Döbling (19.), Gebhardtgasse 3 verlegt.

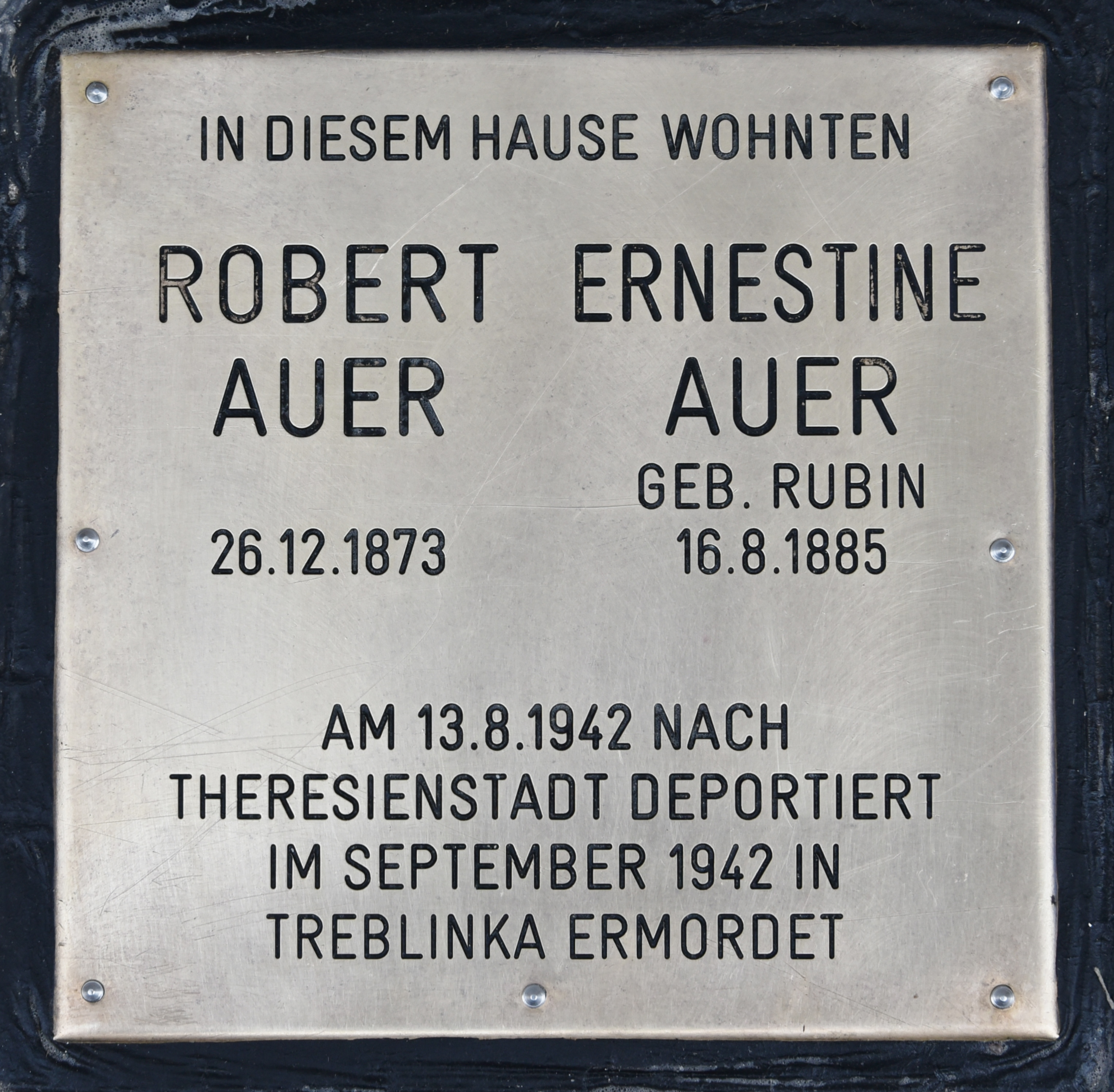
Erinnerungsstein für Robert und Ernestine Auer

1946 kehrte Georg Auer nach Österreich zurück, arbeitete kurze Zeit bei der Austria Presse Agentur und von Jänner 1947 bis Jänner 1970 bei der Volksstimme, dem Zentralorgan der Kommunistischen Partei Österreichs. Er hat an der 1938 quasi entwendeten Wohnung geläutet, als Nutzer einen schwer vom Krieg Verletzten vorgefunden „... und hat umgedreht und ist gegangen“ (so Martin Auer am 10. September 2014 in Ö1).
Er enttarnte 1956 in Schruns den heimlich aus Argentinien zurückgekehrten Heimwehrführer Ernst Rüdiger Starhemberg, der an einem Herzinfarkt starb, während er Auer für ein unerlaubtes Foto verprügelte. Als verantwortlicher Redakteur wurde er 1958 wegen Ehrenbeleidigung zu vier Wochen Gefängnis verurteilt, ein einzigartiger Fall in der Geschichte des Pressewesens der Zweiten Republik. Aus Protest gegen den Einmarsch der Truppen des Warschauer Paktes in die Tschechoslowakei trat er im Jahr 1970 aus der KPÖ aus und verlor dadurch seinen Posten in der Volksstimme. Um seine Familie zu erhalten, arbeitete er zunächst als Taxifahrer, wurde dann aber bald Motorjournalist bei der Wochenpresse. Nach seiner Pensionierung blieb er bis kurz vor seinem Tod als freier Mitarbeiter internationaler Fachzeitschriften aktiv. 
Er ist der Vater des Schriftstellers Martin Auer. Georg Auer wurde auf dem Wiener Zentralfriedhof bestattet.